# Intipata
Intipata est un site archéologique inca au Pérou, à deux kilomètres au sud du Machu Picchu, le sommet éponyme du site archéologique qu'il domine, au nord. Il semble être, au stade actuel de la recherche, un ensemble de terrasse agricoles, sans présence d'habitat à proximité. Il est situé aux abords du chemin de l'Inca au Machu Picchu.

## Étymologie
Intipata est formé de deux parts, Inti signifiant la manifestation du soleil dans la mythologie inca, et pata qui signifie en quechua « haut », le « rebord », la « plateforme », le « lieu » ou la « place », la « terrasse » ou « escalier », de telle sorte que le nom signifie peu ou prou « les terrasses d'Inti ».

## Galerie

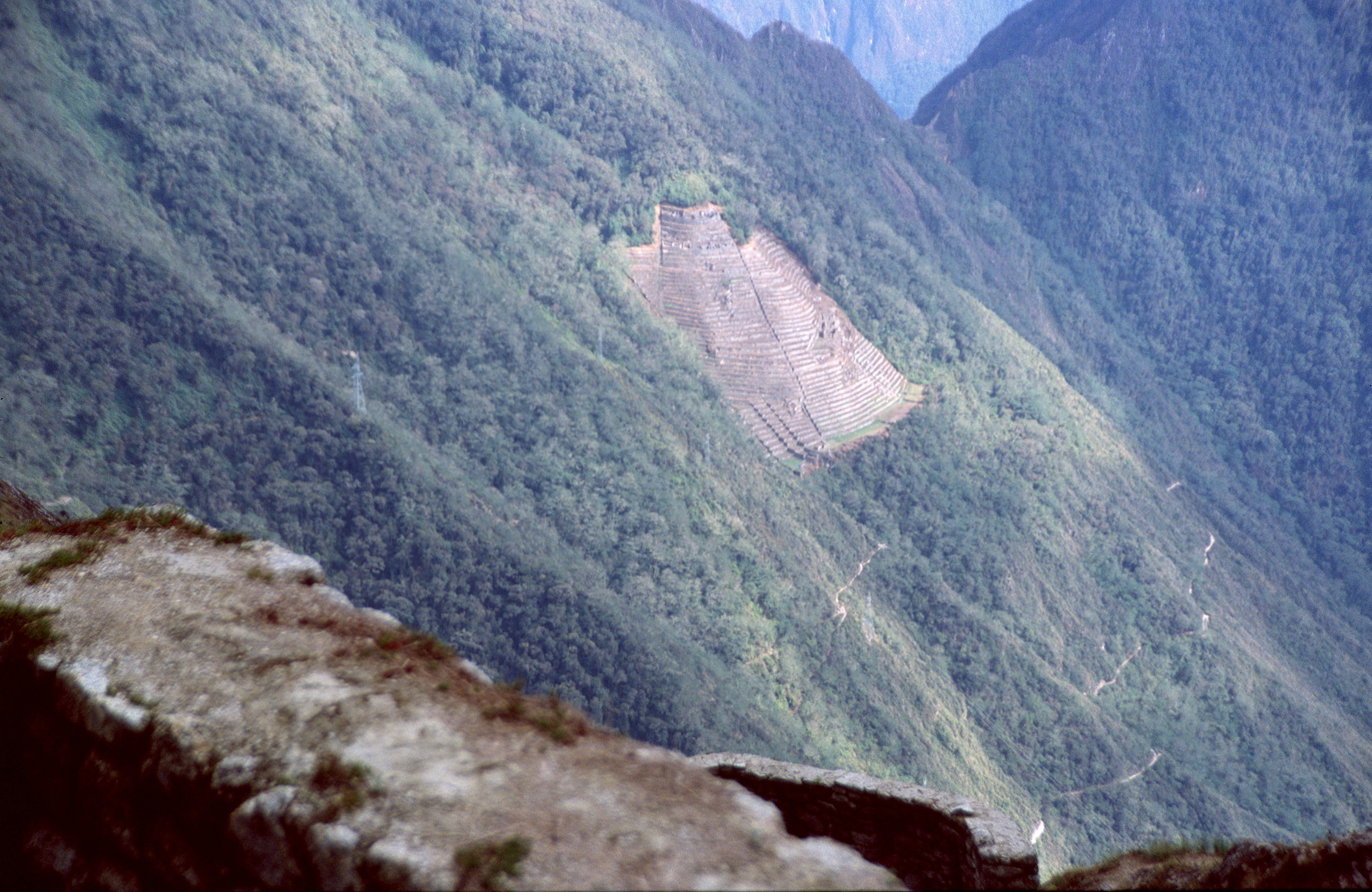
Les terrasses agricoles d'Intipata vues de loin en 1998.

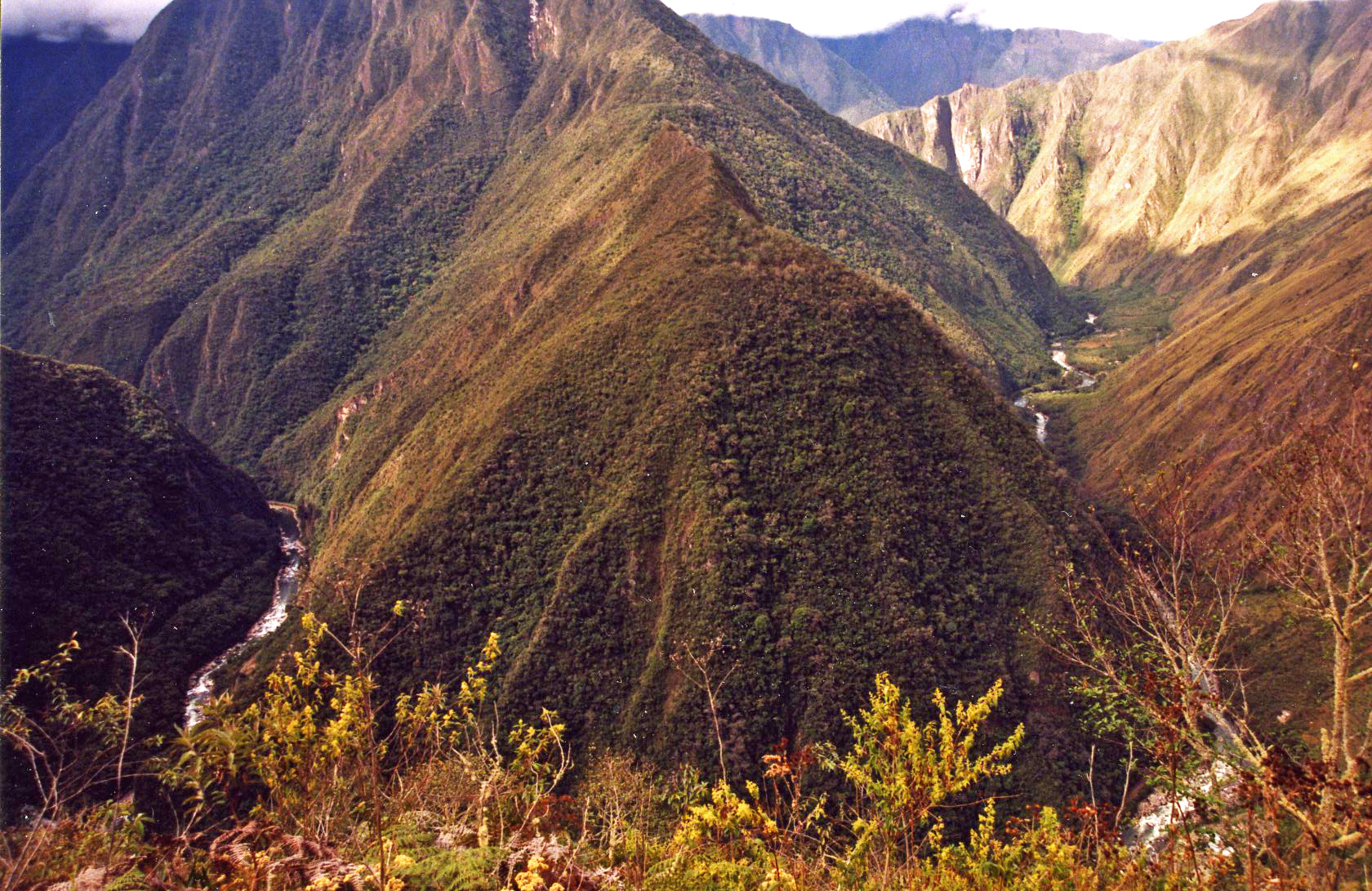
Vue vers l'est et le cerro Paraguyachayoc à l'est du río Urubamba en contrebas, depuis Intipata, en 2011.